# شیروانی محبت‌شاهوف
شیروانی عبیدایویچ محبت‌شاهیف (متولد ۴ دسامبر ۲۰۰۰) بازیکن فوتبال تاجیکستانی است که در حال حاضر برای استقلال دوشنبه بازی می‌کند.

## حرفه

### باشگاه
در ۱۹ ژوئیهٔ ۲۰۲۱، استقلال دوشنبه از امضای قراردادی دو ساله برای خرید محبت‌شاهوف از زسکا پامیر دوشنبه خبر داد.

### بین‌المللی
محبت‌شاهوف اولین بازی خود را برای تیم ملی بزرگسالان تاجیکستان در ۱۳ دسامبر ۲۰۱۸ مقابل عمان انجام داد.